# Astraea (Mythologie)

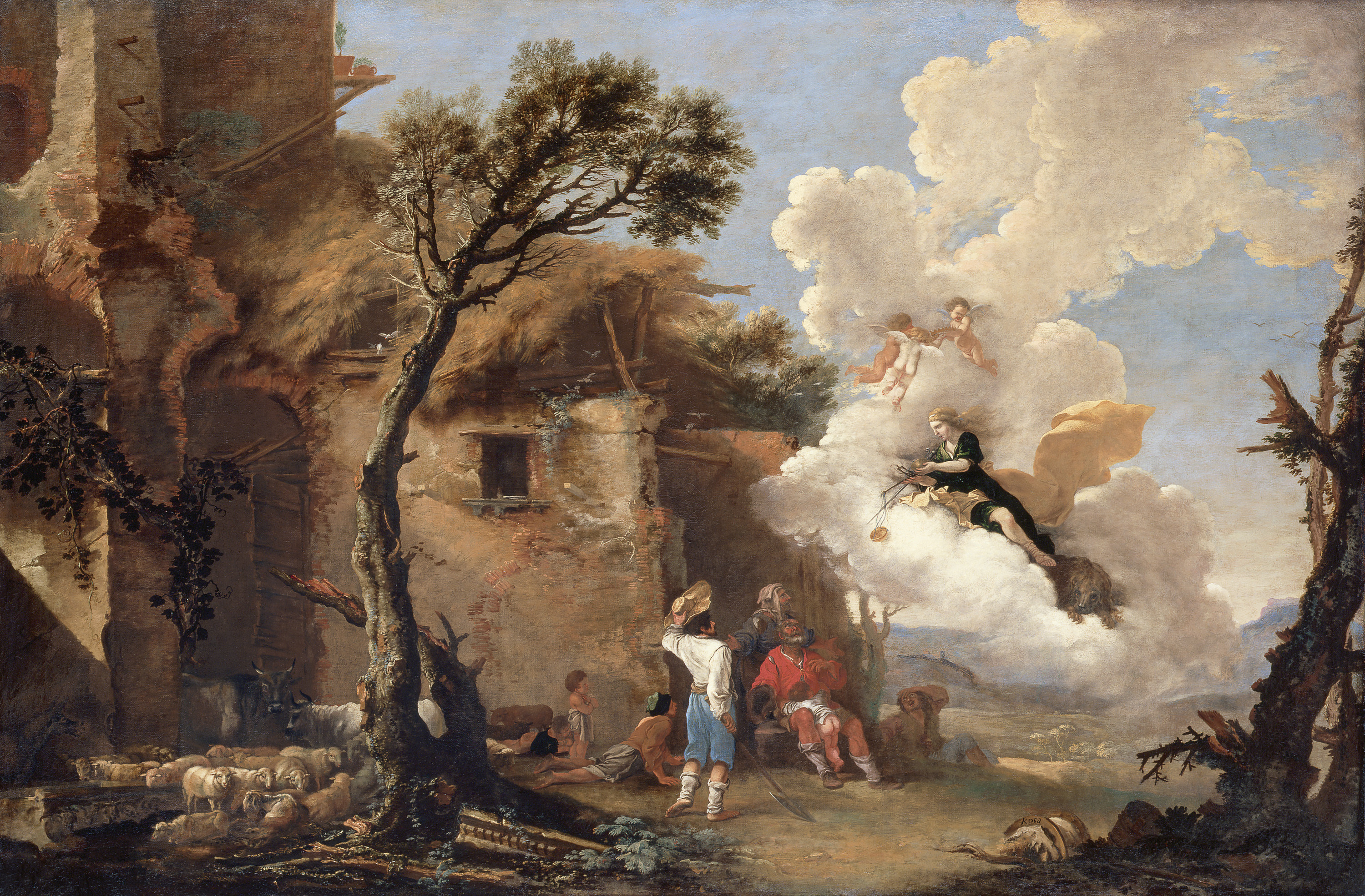
Salvator Rosa: Astraias Abschied von den Hirten (17. Jahrhundert)

Astraea oder Astraia (altgriechisch Ἀστραία Astraía) ist eine Gestalt der griechischen und römischen Mythologie.

## Mythos
Sie tritt erstmals in Hesiods Gedicht Werke und Tage in Erscheinung. Dort beschreibt der Dichter das letzte, das eiserne Geschlecht, das keine Achtung für Gerechtigkeit und Gesetz mehr kennt, keinen Respekt vor den Eltern oder der Heiligkeit des Gastes, wodurch deren Verkörperung schließlich die Erde verlässt:
Auf zum Olympos wird alsdann von geräumiger Erde

Wandern, den herrlichen Leib mit weißen Gewändern umhüllend,

Weit von dem Treiben der Menschen zum Stamm der Ewigen flüchtend,

Scham und Scheu *); zurück wird bleiben der sterblichen Menschen

Düsterer Jammer, und Hilfe sich nirgends zeigen im Elend.

Aidos (Αἰδώς Aidṓs), die Personifikation der Scham (vor allem der Scheu vor Schande und der Scham wegen begangenen Unrechts), und Nemesis (Νέμεσις Némesis), die Verkörperung der strafenden göttlichen Gerechtigkeit, kehren einer hoffnungslos verderbten Menschheit den Rücken und markieren so den Rückzug des Göttlichen aus der Welt.
Was von Hesiod nur knapp angesprochen wird, wurde von Aratos von Soloi im 3. Jahrhundert v. Chr. in dessen Phainomena zu einem eigenständigen Mythos erweitert. In diesem astronomischen Lehrgedicht erzählt er die Geschichte der Entstehung des Sternbilds der Jungfrau. Diese Jungfrau war demnach Dike, die Verkörperung der Gerechtigkeit (entsprechend der Nemesis bei Hesiod), die im ursprünglichen Goldenen Zeitalter mitten unter den Menschen wohnte und sichtbar in den Versammlungen erschien, um das Gesetz zu verkünden:
Bald auf dem Markte des Volks, und bald auf geräumigem Heerweg,

Sang sie Bürgergesetze mit ernst anmahnendem Nachdruck.

Niemals wussten sie da von unglückseligem Hader,

Noch von der Feldabteilung, der zänkischen, noch von Getümmel.

Einfach lebete man, und fern den Gefahren des Meeres.

Leibesbedarf pflag nimmer ein Schiff aus der Fremde zu führen,

Sondern der Stier und der Pflug, und sie selbst, die verehrte der Völker,

Reichlich erbot sie alles, die Rechtausspenderin Dike.
Vor dem nächsten, dem silbernen Menschengeschlecht, das sich schon zur Gewalttat neigte, zog Dike sich in ferne Berge zurück, von denen sie nur noch selten unter die Menschen kam, und dann nur, um Verfall anzuklagen und vor einer noch schlimmeren Zukunft zu warnen. Diese trat dann auch mit dem Erscheinen des dritten, des ehernen Menschengeschlechts ein (in der Version der Weltalter des Aratos gibt es weder ein bronzenes Menschengeschlecht, noch ein Geschlecht der Heroen; das dritte, eherne, ist bereits das verderbteste). Unter diesen Mördern und Räubern, die den Pflugstier schlachten und fressen, gibt es für Dike kein Verweilen mehr, sie fährt auf zum Himmel und wird dort zum Sternbild der Jungfrau.
Traditionell war Dike die Tochter des Zeus und der Themis, bei Aratos aber wird als Vater der Jungfrau Astraios genannt, bei Hyginus wird dann noch Eos als Mutter ergänzt.
Ovid schließlich gibt der Nemesis-Dike-Jungfrau den eigenen Namen, Astraea, oder griechisch Astraia. Er lässt in seiner Version des Mythos wie Hesiod die Jungfrau nur am Ende auftreten, als sie die blutbesudelte Erde des eisernen Zeitalters verlässt:
Achtende Scheu ist dahin, und von blutbefeuchteten Ländern

Kehrte die Jungfrau heim, Astraia, der Himmlischen letzte.
In Vergils berühmter prophetischer vierter Ekloge zeigt umgekehrt das Erscheinen der Jungfrau die bevorstehende Wiederkehr des Goldenen Zeitalters an:
Schon ist das Ende der Zeit nach dem Lied von Cumae gekommen.

Und großartig beginnen den Lauf ganz neue Geschlechter.

Schon kehrt wieder Astraea, es kehrt Saturnus’ Regierung:

Neue Geburten entsteigen nun bald dem erhabenen Himmel.
Im unmittelbaren Anschluss an diese Verse spricht Vergil von der Geburt eines Kindes, eines Heilsbringers, was die Zeitgenossen auf Augustus (aber auch auf andere möglicherweise gemeinte Personen) bezogen. Vergil unterstützte eine Deutung auf Augustus, indem er in der Aeneis bei der Unterweltsfahrt des Aeneas dessen Vater Anchises von der Rückkehr des Goldenen Zeitalters künden lässt, diesmal unter ausdrücklicher Bezugnahme auf Augustus. Im Christentum wurde Vergils vierte Ekloge auf die Geburt Jesu gedeutet, wodurch wiederum Vergil eine Art vorweggenommener Heiliger wurde. Naheliegenderweise wurde die mythische Jungfrau der Prophetie mit der Jungfrau Maria identifiziert, so erstmals durch Kaiser Konstantin in seiner „Rede an die Versammlung der Heiligen“.
Im England Elisabeths I. wird dieser Mythos erneut aufgegriffen. Die Königin wird selbst zu Astraea, die Gerechtigkeit und die Rückkehr zur ursprünglichen Religion verspricht (sie bzw. ihre Hofpoeten beziehen sich hier auf die anglikanische Kirche). Das Goldene Zeitalter erlangt eine neue Realität durch die Entdeckung und Besiedlung der Neuen Welt. Es ist nun nicht mehr lediglich ein Reich des Glaubens, sondern ein weltumspannendes Imperium, das durch die Herrschaft einer gerechten, tugendhaften Königin vereint ist.